# Richard Leacock
Richard Leacock (18 de julho de 1921 - 23 de março de 2011) foi um diretor de documentários inglês, um dos pioneiros do cinema direto e do cinéma vérité.